# Oberonia longirachis
Oberonia longirachis är en orkidéart som beskrevs av Gunnar Seidenfaden och H.A.Peders. Oberonia longirachis ingår i släktet Oberonia och familjen orkidéer.
Artens utbredningsområde är Thailand. Inga underarter finns listade i Catalogue of Life.